# Сигорских, Иван Афанасьевич
Ива́н Афана́сьевич Сиго́рских (род. 14 июля 1955, деревня 1-я Александровка, Добринский район, Липецкая область) — актёр, театральный деятель. «Заслуженный артист Российской Федерации» (2003).

## Биография
Иван Сигорских родился в деревне 1-я Александровка Добринского района Липецкой области в семье колхозника. После окончания Демшинской средней школы подал документы в Щукинское театральное училище. Не пройдя вступительные испытания, устроился на стройку в Москве, одновременно поступил в народный театр при Доме культуры имени 40-летия Октября.
В 1973 году Иван Сигорских поступил в Институт инженеров геодезии, аэросъёмки и картографии. После института по распределению направляется в Саранск.
В 1978 году приходит в театр-студию на Красной Пресне. А через два года поступает в ГИТИС имени Луначарского, Там его наставниками были Игорь Ильинский и профессор Л. Г. Топчиев.
Сигорских, после окончания ГИТИСа в 1985 году, становится директором, художественным руководителем театра на Красной Пресне, позже переименованного в театр «ОКОЛО дома Станиславского».
Является директором и актером ГБУК г. Москвы «МДТ „АпАРТе“», художественным руководителем досугового учреждения культуры «Театральный Дом „Старый Арбат“».

## Театральные работы

Сигорских Иван Афанасьевич

Роли в театре "ОКОЛО дома Станиславского:
- Глов старший — «Игроки» (реж. А.Левинский);
- Нагг — «Конец игры» С. Беккета (реж. А.Левинский);
- Дядя Юлиус — «Малыш и К.» А. Линдгрен (реж. И. Окс);
- Улита, ключница — Нужна драматическая актриса (Лес) (реж. Ю. Погребничко);
- Сосед — Старший сын (3 версия) (реж. Ю. Погребничко);
- Арамис — Три мушкетёра (реж. Ю. Погребничко).

Роли в театре «АпАРТе»:
- Полоний — «Гамлет» У. Шекспира (реж. Г. Стрелков);
- Городничий — «Ревизор. 1835» Н. В. Гоголя (реж. А. Любимов);
- Газгольдер Дмитрий Александрович — «Дорога цветов» В. Катаева (реж. Т. Архипцова);
- Барон — «Собранье пестрых глав» по произведениям А. С. Пушкина (реж. А. Любимов).

## Фильмография
| \| Год \| \| Название \| Роль \| \| --------- \| - \| --------------------- \| ----------------------- \| \| 1987 \| ф \| Подданные революции \| Костромин \| \| 1993-1994 \| ф \| Горячев и другие \| Иван Афанасьевич \| \| 2003 \| ф \| Возвращение Мухтара-1 \| Тамбур \| \| 2004 \| ф \| Слепой \| Психолог \| \| 2007-2008 \| ф \| Атлантида \| эпизод \| \| 2009 \| ф \| Логово Змея \| эпизод \| \| 2011 \| ф \| Гюльчатай \| Марк Давидович \| \| 2011 \| ф \| Фурцева \| Анастас Иванович Микоян \| \| 2014 \| ф \| Умельцы \| Штурм \| |   |                       |                         |
| Год |   | Название              | Роль                    |
| 1987 | ф | Подданные революции   | Костромин               |
| 1993-1994 | ф | Горячев и другие      | Иван Афанасьевич        |
| 2003 | ф | Возвращение Мухтара-1 | Тамбур                  |
| 2004 | ф | Слепой                | Психолог                |
| 2007-2008 | ф | Атлантида             | эпизод                  |
| 2009 | ф | Логово Змея           | эпизод                  |
| 2011 | ф | Гюльчатай             | Марк Давидович          |
| 2011 | ф | Фурцева               | Анастас Иванович Микоян |
| 2014 | ф | Умельцы               | Штурм                   |

## Режиссерские работы
Режиссер-постановщик спектакля «МДТ „АпАРТе“» «Пожалел дурак дурочку» по пьесе С.Руббе «Жульета» (премьера сезона 2015/2016).

## Награды
- Заслуженный артист Российской Федерации (2003).
- Знак отличия «За безупречную службу городу Москве» XL лет (2025)[4].